# Zeppelinhalle (Darmstadt)

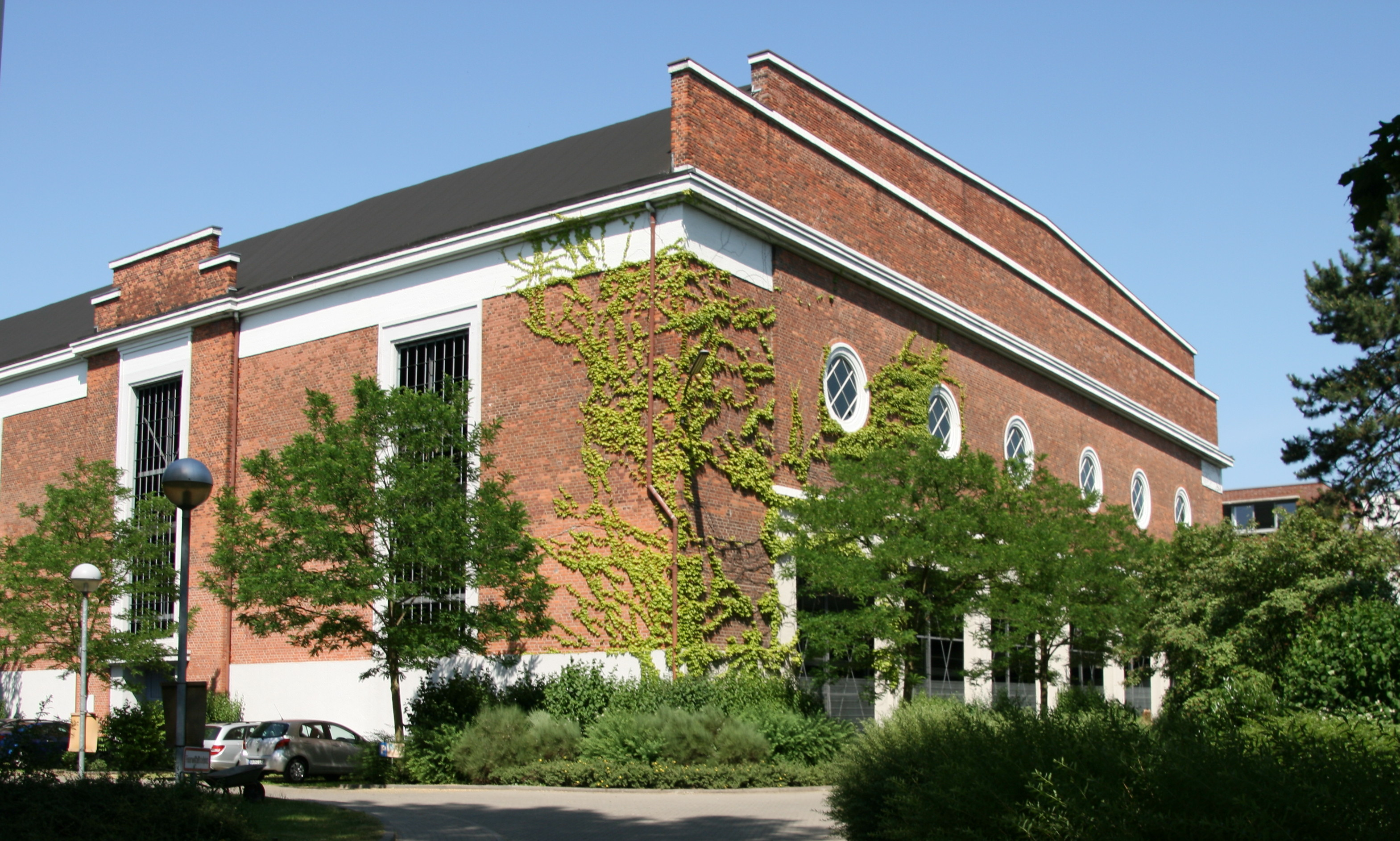
Zeppelinhalle (2013)

Die Zeppelinhalle ist ein ehemaliges Industriegebäude in Darmstadt. Sie ist aus künstlerischen und technischen Gründen ein Kulturdenkmal.

## Geschichte
Im Jahr 1921 wurde in Diwitten bei Allenstein in Ostpreußen eine wenige Jahre zuvor erbaute Luftschiffhalle demontiert, weil im Versailler Vertrag die Demontage und Übergabe allen Kriegsmaterials festgelegt wurde. Da die Alliierten jedoch kein Interesse an der Halle hatten, konnte das Darmstädter Unternehmen Bahnbedarf A.-G. den oberen Teil der Halle kaufen. Sie ließ die stählerne Hallenkonstruktion vom Königsberger Bauunternehmen Karl Haefele & Co. demontieren und nach Darmstadt transportieren. Ein weiterer Teil der Halle wurde in Zabrze (damals nach Paul von Hindenburg benannt) verbaut.
In den Jahren 1922/23 wurde hieraus an der Darmstädter Landwehrstraße das Traggerüst zweier hintereinander stehender Werkhallen (mit einer Schiebebühne dazwischen liegend), und somit kürzer und niedriger, aufgebaut. Sie waren mit Gleisen ausgestattet und dienten der Reparatur von Eisenbahnfahrzeugen. Statt der ursprünglichen Ruberoidfassade erhielten die Gebäude eine nach Plänen von Jan Hubert Pinand expressionistisch gestaltete Fassade mit dunklen Klinkern, hellen Betongesimsen und Gewänden. Typisch für die Bauzeit sind die Treppengiebel an den Schmalseiten und über den Risaliten an der Längsseite; sowie die Sprossenteilung an den runden Fenstern in der Südfassade.
Beide Werkhallen wurden aufgrund ihrer Herkunft als Zeppelinhallen bezeichnet.

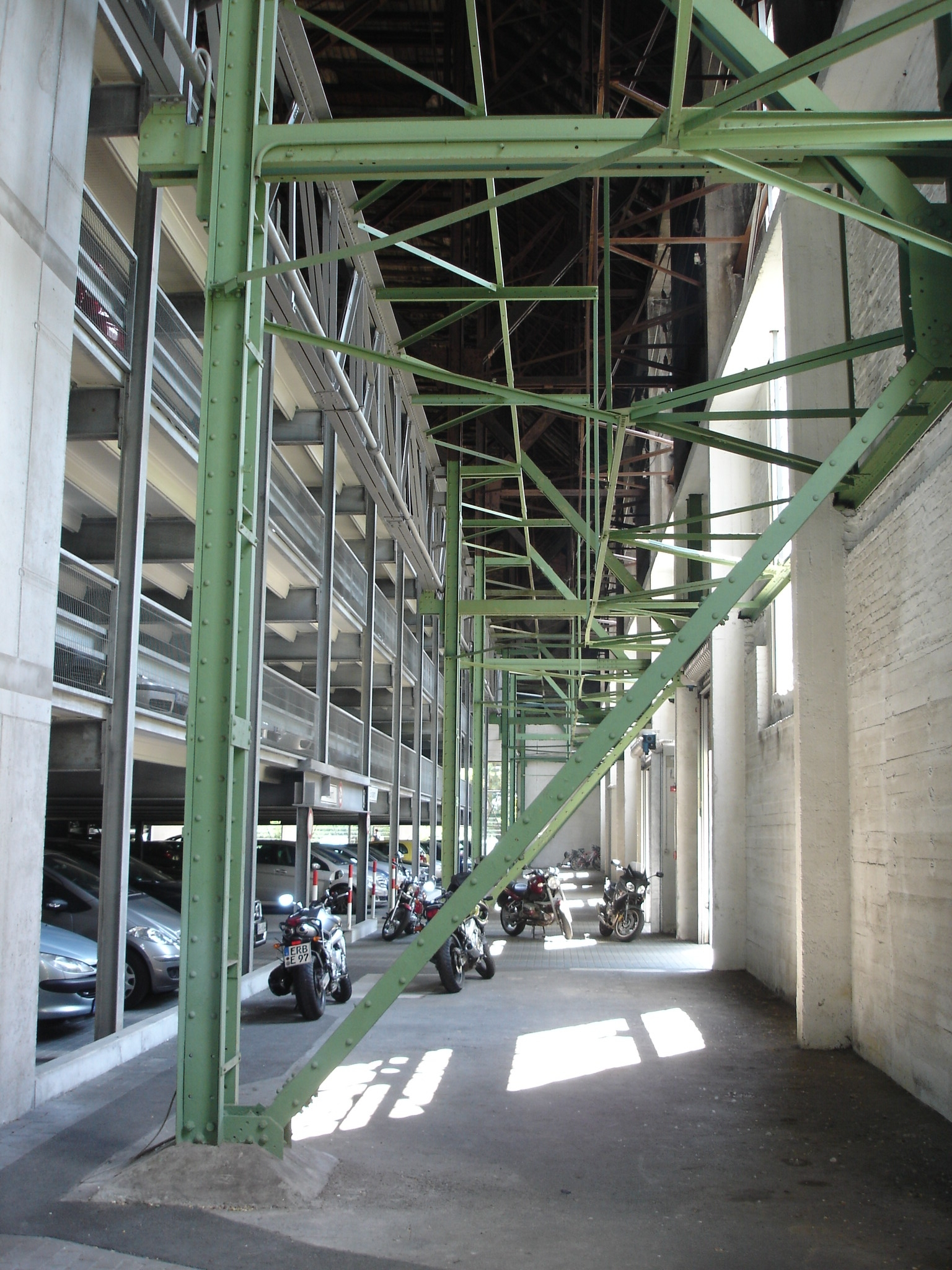
Innenraum des Tragwerks, das Parkhaus links ist eine selbständig tragende Konstruktion

Die südliche Zeppelinhalle wurde bei einem Brand im Oktober 1977 stark beschädigt und nicht wieder aufgebaut. Die erhaltene nördliche Zeppelinhalle wurde von den 1970er- bis in die 1990er-Jahre als Lagerhalle genutzt. 2001 erfolgte der Einbau eines Parkhauses.